# Патуљаста свиња (минијатурна свиња)
Патуљаста свиња (минијатурна свиња, мини-свиња, микросвиња) је погрешни термин који се користи за означавање малих раса домаће свиње, као што су вијетнамска великотрба свиња, Гетингенско патуљасто свињче, Јулијина свиња, мала српска мангулица (и примерака добијених укрштањем истих).

## Значајнe карактеристикe
Значајнe карактеристикe патуљастих свиња, које их издвајају од осталих свиња, су мале, окренуте наопачке уши, велики трбух, искривљена кичма, дебела фигура „функционер”, округла глава, кратка њушка, ноге, врат, и кратак реп са густом длаком на крају. Тежина већине раса патуљастих свиња се креће од минималне тежине од 23 kg до преко 90 kg.

## Историјат
Шездесетих година, кинеске свиње, које су расле до тежине од 68 до преко 90 кила послате су у зоолошке вртове на запад и коришћене су у медицинским истраживањима у области токсикологије, фармакологије, пулмологије, кардиологије, старења, и као извор органа за трансплантацију органа. Ове релативно мале свиње биле су лакше за рад од већих раса свиња, које, се по правилу, тове до масе од 140 до 230 кила.

## Као кућни љубимци
Патуљасте свиње често се чувају као кућни љубимици.